# ローマ日本文化会館

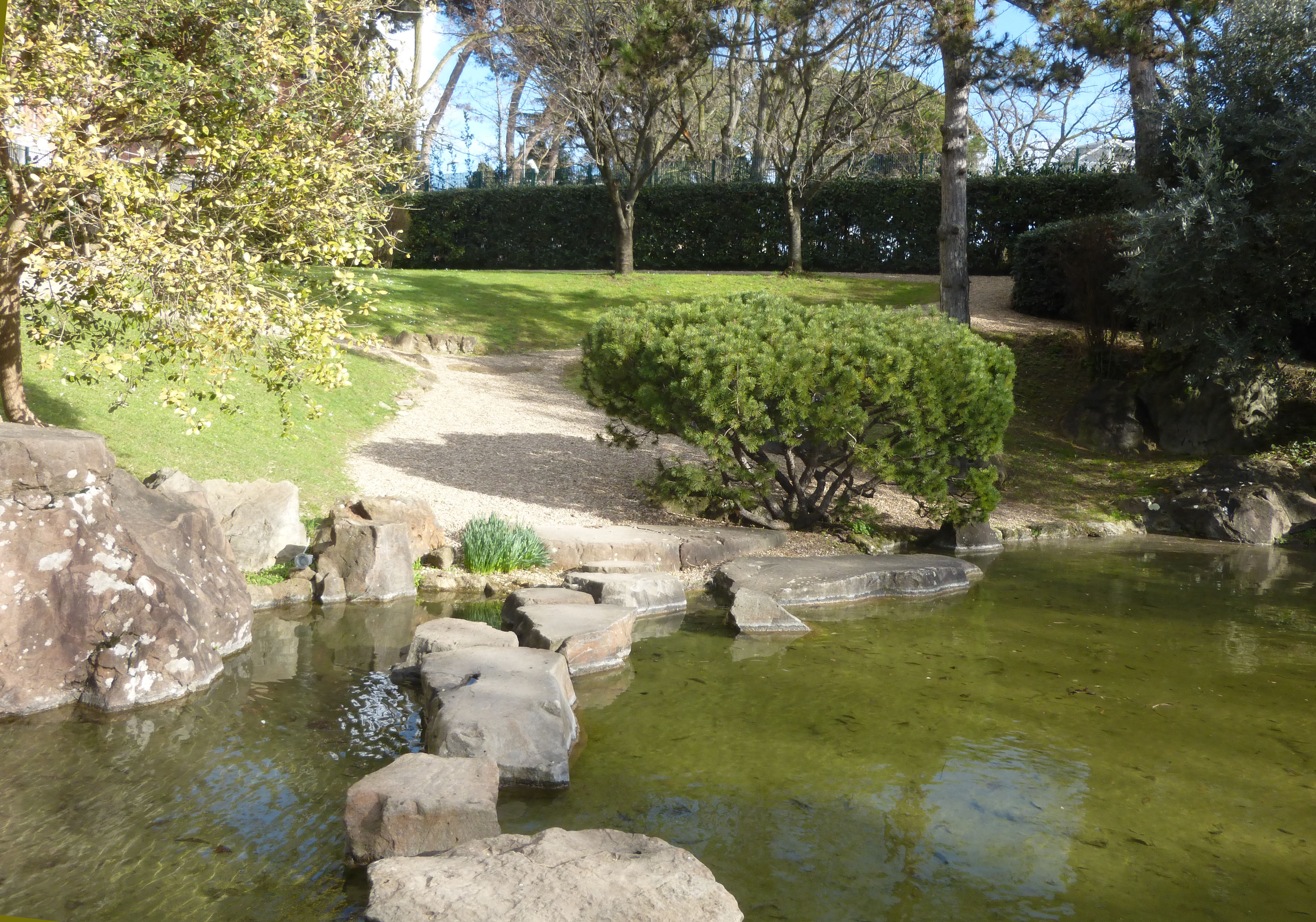
日本庭園

ローマ日本文化会館（伊：Istituto Giapponese di Cultura in Roma）は、イタリアの首都ローマにある文化施設。国際交流基金の海外拠点のひとつである。

## 概要
1962年に日本国外初の日本文化会館として開設された。当初は外務省所管の民間法人である国際文化振興会（1934年設立）が運営を行っていたが、1972年に国際交流基金が設立され引き継がれた。
主に日本文化に関する講演会や展覧会、映画上映会などの文化交流事業や日本語教育事業、イタリアにおける日本研究にかかわる活動を行っている。
歴代の館長には初代の呉茂一、地理学者の竹内啓一、イタリア語学者の岩倉具忠、イタリア演劇学者の高田和文らがいる。
なお、国際交流基金は世界各地に拠点があるが「日本文化会館」との名称を持つのは、当館のほかにはケルン日本文化会館とパリ日本文化会館のみである。

## 特徴
施設は吉田五十八の設計による現代和風建築。中島健の設計による日本庭園を有しており、庭園の見学ツアーも実施されている。また、図書室は蔵書として約32,000冊の日本関係図書をもつ。